# Klaus Budzinski
Klaus Budzinski  (* 6. Dezember 1921 in Berlin; † 28. Oktober 2016 in Gräfelfing) war ein deutscher Journalist und Autor.

## Leben
Klaus Budzinski wurde 1921 als Sohn des Berliner Sportjournalisten Fredy Budzinski und dessen jüdischer Frau Erna geboren. Nach 1933 musste er als „Halbjude“ um sein Leben fürchten. Er durfte zwar 1940 noch sein Abitur machen, aber nicht mehr studieren. Auf Vermittlung von Carl Diem kam er als Lehrling in der Spedition eines Regimegegners unter. 1944 wurde Klaus Budzinski zum Arbeitseinsatz für die Organisation Todt eingezogen.  Untertage musste er gemeinsam mit anderen Zwangsarbeitern ein Kalibergwerk als Fabrikationsstätte für den U-Boot-Bau herrichten. Dort wurde er 1945 von amerikanischen Truppen befreit. Die Zeit zwischen 1933 und 1945 arbeitete er in dem Buch Der Riß durchs Ganze auf.
Nach dem Krieg ging Budzinski nach München, wo er als Journalist arbeitete und zudem Kontakte zur örtlichen Kabarettszene hatte. Daraus entstanden mehrere Bücher zur Geschichte des deutschen Kabaretts, so hat er zusammen mit Reinhard Hippen das Kabarett-Lexikon verfasst.
Klaus Budzinski war Mitglied des PEN-Zentrums Deutschland. Er war verheiratet mit der Schriftstellerin Renate Rasp, Tochter des Schauspielers Fritz Rasp. Er war der Neffe des Berliner Kostümbildners William Budzinski.

## Werke (Auswahl)
- So weit die Scharfe Zunge reicht. Die Anthologie des deutschsprachigen Cabarets. Scherz, München u. a. 1964.
- mit Kristin Bauer-Horn: Linke Lieder. Scherz, München 1966
- Die öffentlichen Spaßmacher. Das Kabarett in der Ära Adenauer. List, München 1966 (List-Taschenbücher 301).
- Was gibt's denn da zu lachen? Deutschsprachige Verssatire unseres Jahrhunderts. Scherz, München 1969
- Vorsicht, die Mandoline ist geladen. Deutsches Kabarett seit 1964. S. Fischer, Frankfurt a. M., 1970
- Pfeffer ins Getriebe. So ist und wurde das Kabarett. Universitas, München 1982, ISBN 3-8004-1008-7.
- Treten und nicht treten lassen. Ein Rad-Geber für Freiheitssüchtige. Rowohlt, Reinbek bei Hamburg 1988, ISBN 3-499-12272-3 (rororo-Tomate 12272)
- Wer lacht denn da? Kabarett von 1945 bis heute.  Westermann, Braunschweig 1989, ISBN 3-07-509242-8.
- Der Riß durchs Ganze. Kolportage einer gestörten Deutschwerdung. Edition Hentrich, Berlin 1993, ISBN 3-89468-089-X (Reihe deutsche Vergangenheit 98).
- mit Reinhard Hippen: Metzler-Kabarett-Lexikon. Metzler, Stuttgart u. a. 1996, ISBN 3-476-01448-7.
- Darf ich das mitschreiben? Kurze Begegnungen mit großen Leuten. Eugen Diederichs, München 1997, ISBN 3-424-01362-5.